# Чемпионат мира по футболу 2018 (отборочный турнир, УЕФА)
Отборочный турнир Чемпионата мира по футболу 2018 в Европе определил участников ЧМ-2018 в России от УЕФА. Европе было предоставлено 13 мест на Чемпионате в дополнение к сборной России, участвующей на правах страны-организатора.

## Участники
В отборочном турнире вправе участвовать все члены УЕФА, за исключением России (страна-организатор ЧМ). Таким образом, в турнире должны принять участие 54 команды:
| - Австрия - Азербайджан - Албания - Англия - Андорра - Армения - Беларусь - Бельгия - Болгария - Босния и Герцеговина - Венгрия | - Германия - Гибралтар - Греция - Грузия - Дания - Израиль - Ирландия - Исландия - Испания - Италия - Казахстан | - Кипр - Косово - Латвия - Литва - Лихтенштейн - Люксембург - Македония - Мальта - Молдова - Нидерланды - Норвегия | - Польша - Португалия - Румыния - Сан-Марино - Северная Ирландия - Сербия - Словакия - Словения - Турция - Украина - Уэльс | - Фарерские острова - Финляндия - Франция - Хорватия - Черногория - Чехия - Швейцария - Швеция - Шотландия - Эстония |

## Формат
Формат отборочного турнира был утверждён Исполнительным комитетом УЕФА на заседании 22-23 марта 2015. Он остаётся аналогичным тому, что традиционно используется для отбора европейских участников чемпионатов мира, а также при отборе команд к чемпионату Европы.
54 команды разделены на 9 групп (9 групп по 6 команд), в рамках которых будет проведён двухкруговой турнир. Победители групп выходят в финальную часть Чемпионата напрямую. Лучшие 8 из команд, занявших в группах второе место, разбиваются на пары, в которых играются стыковые матчи по принципу «дома и в гостях». 4 победителя также выходят в финальную часть Чемпионата.

### Корзины
| Корзина 1                                                                                      | Корзина 2                                                                                             | Корзина 3                                                                                         | Корзина 4                                                                                                 | Корзина 5                                                                                    | Корзина 6                                                                       |
| ---------------------------------------------------------------------------------------------- | --- | ------------------------------------------------------------------------------------------------- | --- | -------------------------------------------------------------------------------------------- | ------------------------------------------------------------------------------- |
| - Германия - Бельгия - Нидерланды - Португалия - Румыния - Англия - Уэльс - Испания - Хорватия | - Словакия - Австрия - Италия - Швейцария - Чехия - Франция - Исландия - Дания - Босния и Герцеговина | - Украина - Шотландия - Польша - Венгрия - Швеция - Албания - Северная Ирландия - Сербия - Греция | - Турция - Словения - Израиль - Ирландия - Норвегия - Болгария - Фарерские острова - Черногория - Эстония | - Кипр - Латвия - Армения - Финляндия - Беларусь - Македония - Азербайджан - Литва - Молдова | - Казахстан - Люксембург - Лихтенштейн - Грузия - Мальта - Сан-Марино - Андорра |

При жеребьёвке согласно заранее оговорённому принципу сборные Германии, Англии, Франции, Италии, Испании и Нидерландов в целях реализации коммерческих прав соответствующими национальными футбольными федерациями не могли попасть в группы H и I, которые на момент жеребьёвки состояли из пяти команд.
Сборные Гибралтара и Косова в жеребьёвке не участвовали, так как на тот момент они не являлись членами FIFA. После получения членства сборная Гибралтара попала в группу H, фактически заменив сборную России, с которой команды группы H должны были проводить товарищеские матчи, а сборная Косово заняла вакантное место в группе I. Таким образом, все отборочные группы стали состоять из шести команд.

## Группы

### Сроки и расписание матчей
Отборочный турнир начался 4 сентября 2016 года и завершился в ноябре 2017 года.
Расписание матчей было составлено согласно концепции УЕФА «Неделя футбола», впервые применявшейся в ходе отборочного турнира к Чемпионату Европы 2016:
- Матчи проходят с четверга по вторник.
- В будние дни матчи начинаются в 20:45 по среднеевропейскому времени (UTC+1/UTC+2), в выходные — в 18:00 и 20:45. Домашние матчи сборных Азербайджана, Армении, Грузии и Казахстана проходят в 18:00 вне зависимости от дня недели.
- Матчи в каждой группе проходят в один день.
- Если в течение одной «недели футбола» играется два тура, каждая группа играет соответственно в четверг и в воскресенье, в пятницу и в понедельник, либо в субботу и во вторник.

Предполагалось неофициально прикрепить сборную России к отборочной группе H, состоявшей из 5 команд, для проведения товарищеских матчей в рамках единого расписания с той командой, которая свободна от официальных отборочных игр в данный день. Однако в связи с принятием в ФИФА Гибралтара и Косово в группах H и I стало по 6 команд, как и в остальных группах.

### Определение мест при равенстве очков
Согласно регламенту ФИФА, при равенстве очков у двух и более команд последовательно применяются следующие критерии:
- Разница мячей
- Забитые мячи
- Результаты очных встреч между соответствующими командами: очки, разница мячей, забитые мячи; если равенство только между двумя командами — мячи на выезде
- Рейтинг фэйр-плей
- Жребий

 Команда обеспечила выход в финальный турнир ЧМ-2018
 Команда получила право участвовать в стыковых матчах
 Команда не смогла выйти в финальный турнир ЧМ-2018

### Группа A
| М | Команда    | И  | В | Н | П | Мячи    | ±   | О  |
| - | ---------- | -- | - | - | - | ------- | --- | -- |
| 1 | Франция    | 10 | 7 | 2 | 1 | 18 − 6  | +12 | 23 |
| 2 | Швеция     | 10 | 6 | 1 | 3 | 26 − 9  | +17 | 19 |
| 3 | Нидерланды | 10 | 6 | 1 | 3 | 21 − 12 | +9  | 19 |
| 4 | Болгария   | 10 | 4 | 1 | 5 | 14 − 19 | −5  | 13 |
| 5 | Люксембург | 10 | 1 | 3 | 6 | 8 − 26  | −18 | 6  |
| 6 | Беларусь   | 10 | 1 | 2 | 7 | 6 − 21  | −15 | 5  |

И — игры, В — выигрыши, Н — ничьи, П — проигрыши, Мячи — забитые и пропущенные голы, ± — разница голов, О — очки

### Группа B
| М | Команда           | И  | В | Н | П | Мячи    | ±   | О  |
| - | ----------------- | -- | - | - | - | ------- | --- | -- |
| 1 | Португалия        | 10 | 9 | 0 | 1 | 32 − 4  | +28 | 27 |
| 2 | Швейцария         | 10 | 9 | 0 | 1 | 23 − 7  | +16 | 27 |
| 3 | Венгрия           | 10 | 4 | 1 | 5 | 14 − 14 | 0   | 13 |
| 4 | Фарерские острова | 10 | 2 | 3 | 5 | 4 − 16  | −12 | 9  |
| 5 | Латвия            | 10 | 2 | 1 | 7 | 7 − 18  | −11 | 7  |
| 6 | Андорра           | 10 | 1 | 1 | 8 | 2 − 23  | −21 | 4  |

И — игры, В — выигрыши, Н — ничьи, П — проигрыши, Мячи — забитые и пропущенные голы, ± — разница голов, О — очки

### Группа C
| М | Команда           | И  | В  | Н | П  | Мячи    | ±   | О  |
| - | ----------------- | -- | -- | - | -- | ------- | --- | -- |
| 1 | Германия          | 10 | 10 | 0 | 0  | 43 − 4  | +39 | 30 |
| 2 | Северная Ирландия | 10 | 6  | 1 | 3  | 17 − 6  | +11 | 19 |
| 3 | Чехия             | 10 | 4  | 3 | 3  | 17 − 10 | +7  | 15 |
| 4 | Норвегия          | 10 | 4  | 1 | 5  | 17 − 16 | +1  | 13 |
| 5 | Азербайджан       | 10 | 3  | 1 | 6  | 10 − 19 | −9  | 10 |
| 6 | Сан-Марино        | 10 | 0  | 0 | 10 | 2 − 51  | −49 | 0  |

И — игры, В — выигрыши, Н — ничьи, П — проигрыши, Мячи — забитые и пропущенные голы, ± — разница голов, О — очки

### Группа D
| М | Команда  | И  | В | Н | П | Мячи    | ±   | О  |
| - | -------- | -- | - | - | - | ------- | --- | -- |
| 1 | Сербия   | 10 | 6 | 3 | 1 | 20 − 10 | +10 | 21 |
| 2 | Ирландия | 10 | 5 | 4 | 1 | 14 − 6  | +8  | 19 |
| 3 | Уэльс    | 10 | 4 | 5 | 1 | 13 − 6  | +7  | 17 |
| 4 | Австрия  | 10 | 4 | 3 | 3 | 14 − 12 | +2  | 15 |
| 5 | Грузия   | 10 | 0 | 5 | 5 | 8 − 14  | −6  | 5  |
| 6 | Молдова  | 10 | 0 | 2 | 8 | 4 − 23  | −19 | 2  |

И — игры, В — выигрыши, Н — ничьи, П — проигрыши, Мячи — забитые и пропущенные голы, ± — разница голов, О — очки

### Группа E
| М | Команда    | И  | В | Н | П | Мячи    | ±   | О  |
| - | ---------- | -- | - | - | - | ------- | --- | -- |
| 1 | Польша     | 10 | 8 | 1 | 1 | 28 − 14 | +14 | 25 |
| 2 | Дания      | 10 | 6 | 2 | 2 | 20 − 8  | +12 | 20 |
| 3 | Черногория | 10 | 5 | 1 | 4 | 20 − 14 | +6  | 16 |
| 4 | Румыния    | 10 | 3 | 4 | 3 | 12 − 10 | +2  | 13 |
| 5 | Армения    | 10 | 2 | 1 | 7 | 10 − 26 | −16 | 7  |
| 6 | Казахстан  | 10 | 0 | 3 | 7 | 6 − 26  | −20 | 3  |

И — игры, В — выигрыши, Н — ничьи, П — проигрыши, Мячи — забитые и пропущенные голы, ± — разница голов, О — очки

### Группа F
| М | Команда   | И  | В | Н | П | Мячи    | ±   | О  |
| - | --------- | -- | - | - | - | ------- | --- | -- |
| 1 | Англия    | 10 | 8 | 2 | 0 | 18 − 3  | +15 | 26 |
| 2 | Словакия  | 10 | 6 | 0 | 4 | 17 − 7  | +10 | 18 |
| 3 | Шотландия | 10 | 5 | 3 | 2 | 17 − 12 | +5  | 18 |
| 4 | Словения  | 10 | 4 | 3 | 3 | 12 − 7  | +5  | 15 |
| 5 | Литва     | 10 | 1 | 3 | 6 | 7 − 20  | −13 | 6  |
| 6 | Мальта    | 10 | 0 | 1 | 9 | 3 − 25  | −22 | 1  |

И — игры, В — выигрыши, Н — ничьи, П — проигрыши, Мячи — забитые и пропущенные голы, ± — разница голов, О — очки

### Группа G
| М | Команда     | И  | В | Н | П  | Мячи    | ±   | О  |
| - | ----------- | -- | - | - | -- | ------- | --- | -- |
| 1 | Испания     | 10 | 9 | 1 | 0  | 36 − 3  | +33 | 28 |
| 2 | Италия      | 10 | 7 | 2 | 1  | 21 − 8  | +13 | 23 |
| 3 | Албания     | 10 | 4 | 1 | 5  | 10 − 13 | −3  | 13 |
| 4 | Израиль     | 10 | 4 | 0 | 6  | 10 − 15 | −5  | 12 |
| 5 | Македония   | 10 | 3 | 2 | 5  | 15 − 15 | 0   | 11 |
| 6 | Лихтенштейн | 10 | 0 | 0 | 10 | 1 − 39  | −38 | 0  |

И — игры, В — выигрыши, Н — ничьи, П — проигрыши, Мячи — забитые и пропущенные голы, ± — разница голов, О — очки

### Группа H
| М | Команда              | И  | В | Н | П  | Мячи    | ±   | О  |
| - | -------------------- | -- | - | - | -- | ------- | --- | -- |
| 1 | Бельгия              | 10 | 9 | 1 | 0  | 43 − 6  | +37 | 28 |
| 2 | Греция               | 10 | 5 | 4 | 1  | 17 − 6  | +11 | 19 |
| 3 | Босния и Герцеговина | 10 | 5 | 2 | 3  | 24 − 13 | +11 | 17 |
| 4 | Эстония              | 10 | 3 | 2 | 5  | 13 − 19 | −6  | 11 |
| 5 | Кипр                 | 10 | 3 | 1 | 6  | 9 − 18  | −9  | 10 |
| 6 | Гибралтар            | 10 | 0 | 0 | 10 | 3 − 47  | −44 | 0  |

И — игры, В — выигрыши, Н — ничьи, П — проигрыши, Мячи — забитые и пропущенные голы, ± — разница голов, О — очки

### Группа I
| М | Команда   | И  | В | Н | П | Мячи    | ±   | О  |
| - | --------- | -- | - | - | - | ------- | --- | -- |
| 1 | Исландия  | 10 | 7 | 1 | 2 | 16 − 7  | +9  | 22 |
| 2 | Хорватия  | 10 | 6 | 2 | 2 | 15 − 4  | +11 | 20 |
| 3 | Украина   | 10 | 5 | 2 | 3 | 13 − 9  | +4  | 17 |
| 4 | Турция    | 10 | 4 | 3 | 3 | 14 − 13 | +1  | 15 |
| 5 | Финляндия | 10 | 2 | 3 | 5 | 9 − 13  | −4  | 9  |
| 6 | Косово    | 10 | 0 | 1 | 9 | 3 − 24  | −21 | 1  |

И — игры, В — выигрыши, Н — ничьи, П — проигрыши, Мячи — забитые и пропущенные голы, ± — разница голов, О — очки

### Рейтинг команд, занявших вторые места в группах
Восемь из девяти команд, занявших в своих группах вторые места, сыграли стыковые матчи за выход в финальную часть чемпионата мира. При определении 8 лучших из 9 команд, занявших вторые места, матчи против последней команды в каждой группе не учитывались.

#### Итоговое положение
| Гр | Команда           | И | В | Н | П | Голы | ±   | О  | 6-я команда |
| -- | ----------------- | - | - | - | - | ---- | --- | -- | ----------- |
| B  | Швейцария         | 8 | 7 | 0 | 1 | 18-6 | +12 | 21 | Андорра     |
| G  | Италия            | 8 | 5 | 2 | 1 | 12-8 | +4  | 17 | Лихтенштейн |
| E  | Дания             | 8 | 4 | 2 | 2 | 13-6 | +7  | 14 | Казахстан   |
| I  | Хорватия          | 8 | 4 | 2 | 2 | 8-4  | +4  | 14 | Косово      |
| A  | Швеция            | 8 | 4 | 1 | 3 | 18-9 | +9  | 13 | Беларусь    |
| C  | Северная Ирландия | 8 | 4 | 1 | 3 | 10-6 | +4  | 13 | Сан-Марино  |
| H  | Греция            | 8 | 3 | 4 | 1 | 9-5  | +4  | 13 | Гибралтар   |
| D  | Ирландия          | 8 | 3 | 4 | 1 | 7-5  | +2  | 13 | Молдова     |
| F  | Словакия          | 8 | 4 | 0 | 4 | 11-6 | +5  | 12 | Мальта      |

## Стыковые матчи
По результатам группового турнира команда из числа занявших вторые места в группах, показавшая наихудшие результаты сборная Словакии, выбыла из борьбы. Остальные 8 команд разбиваются на пары и играют по 2 стыковых матча — по одному матчу на поле каждого из соперников (9-11 ноября и 12-14 ноября 2017 года).

### Жеребьёвка
При жеребьёвке команды разбиваются на две корзины (сеяные — несеяные) согласно рейтингу ФИФА на 16 октября 2017 года.
| Сеяные                                                      | Несеяные                                                             |
| ----------------------------------------------------------- | -------------------------------------------------------------------- |
| - Швейцария (11) - Италия (15) - Хорватия (18) - Дания (19) | - Северная Ирландия (23) - Швеция (25) - Ирландия (26) - Греция (47) |

По результатам жеребьёвки, состоявшейся 17 октября 2017 года в Цюрихе в 14:00 CEST (UTC+2), команды распределились следующим образом:
| Команда 1         | Итог | Команда 2 | 1-й матч | 2-й матч |
| ----------------- | ---- | --------- | -------- | -------- |
| Северная Ирландия | 0:1  | Швейцария | 0:1      | 0:0      |
| Хорватия          | 4:1  | Греция    | 4:1      | 0:0      |
| Дания             | 5:1  | Ирландия  | 0:0      | 5:1      |
| Швеция            | 1:0  | Италия    | 1:0      | 0:0      |